# آرمان رحمانی
آرمان رحمانی (زاده ۱۸ اردیبهشت ۱۳۷۶) بازیکن حرفه‌ای هندبال و عضو تیم ملی هندبال اهل ایران است. وی هم‌اکنون در تیم باشگاهی نفت و گاز گچساران بازی می‌کند.

## سوابق ورزشی
آرمان رحمانی بیش از ۱۰ سال سابقه حضور در لیگ برتر هندبال ایران را دارد، او در پست گوش‌چپ بازی می‌کند. وی سابقه بازی در تیم‌های نیروی زمینی تهران، سنگ آهن بافق، ذغال‌سنگ طبس، سپاهان نوین، آلمینیوم اراک، و نفت و گاز گچساران را در کارنامه دارد. او در سال ۱۴۰۲ نامزد بهترین بازیکن پست گوش‌چپ و در سال ۱۴۰۳ برترین بازیکن پست گوش‌چپ لیگ برتر هندبال ایران شد. وی در سال ۱۳۹۴ به اردوی تیم ملی جوانان، در سال ۱۳۹۹ به اردوی تیم ملی امید و در سال ۱۴۰۰ به اردوی تیم ملی بزرگسالان دعوت شد؛ وی از سال ۱۴۰۲ به عضویت تیم ملی هندبال بزرگسالان ایران درآمد.

## سوابق باشگاهی
- بازی در تیم نیروی زمینی تهران در سال‌های ۱۳۹۴ و ۱۳۹۵[۷][۸]
- بازی در تیم سنگ آهن بافق در سال ۱۳۹۶[۸]
- بازی در تیم ذغال‌سنگ طبس در سال‌های ۱۳۹۷ تا ۱۳۹۹[۸]
- بازی در تیم سپاهان نوین در سال‌های ۱۴۰۰ تا ۱۴۰۱[۱۳][۱۴]
- بازی در تیم آلومینیوم اراک در سال ۱۴۰۲[۶]
- بازی در تیم نفت و گاز گچساران از سال ۱۴۰۳ تاکنون

## مسابقات بین‌المللی
- مسابقات آسیایی انتخابی قهرمانی جهان بحرین در سال ۲۰۲۴[۱۵][۱۶][۱۷]
- مسابقات قهرمانی مردان آسیا عربستان در سال ۲۰۲۲[۱۸]
- مسابقات آسیایی انتخابی قهرمانی جوانان جهان اردن در سال ۲۰۱۶
- مسابقات دوستانه با تیم ملی عمان در سال ۲۰۲۴[۱۹]
- مسابقات دوستانه با تیم ملی عراق در سال ۲۰۲۵[۲۰][۲۱]
- تورنمنت بین‌المللی چهارجانبه شیراز با حضور تیم‌های روسیه، بلاروس، چین و ایران در سال ۲۰۲۵[۲۲][۲۳]
- تورنمنت اروپایی روسیه در سال ۲۰۲۴